# ۱۵ مارس
۱۵ مارس در تقویم گرگوری، هفتاد و چهارمین (در سال‌های کبیسه هفتاد و پنجمین) روز سال است. ۲۹۱ روز تا پایان سال باقی است.

## رویدادها
- ۴۴ (پیش از میلاد) – ترور ژولیوس سزار.
- ۱۹۷۰ – خودکشی آرتور آدامف (به انگلیسی: Arthur Adamov) ‏ (۱۹۰۸-۱۹۷۰) نمایشنامه‌نویس ارمنی.

## زادروزها
- ۱۹۴۵ – لینو فاریساتو، دوچرخه‌سوار اهل ایتالیا

## درگذشت‌ها
- ۱۹۸۰ – لئون ژومو، دوچرخه‌سوار اهل بلژیک (ز. ۱۹۲۲)